# Kyriaina a Juliana
Svaté Kyriaina a Juliana († 4. století) byly křesťanské mučednice.
Kyriaina pocházela z města Tarsus v Kilíkii a Juliana z města Roso. Spolu se věnovaly charitativní činnost, staraly se o nemocné, sirotky a vdovy.
Byly zatčeny guvernérem Kilíkie Marcianem. Guvernér je nutil vzdát se víry v Krista, což odmítly. Za to nechal Kyriaině oholit vlasy a obočí a donutil ji procházet nahou ulicemi Tarsu. Poté byla s Julianou odvezena do města Roso. Obě ženy zde upálili za živa.
Jejich svátek se připomíná 1. listopadu.